# Rantau Suli
Rantau Suli is een bestuurslaag in het regentschap Merangin van de provincie Jambi, Indonesië. Rantau Suli telt 1424 inwoners (volkstelling 2010).